# Circo Sarrasani
Circo Sarrasani fue una compañía de circo alemana, fundada por Hans Stosch-Sarrasani en 1901 y activa hasta 1973. Contó con un circo estable del mismo nombre, con sede en Dresde, inaugurado en 1912 y destruido en 1945 durante el bombardeo de Dresde.  

## Trayectoria
Hans Stosch-Sarrasani escapó de su casa a los 15 años para unirse a un circo itinerante, donde guiado por dos tutores, los payasos Eugen y Didic, se convirtió en payaso y domador adiestrando a su caniche Polka. 

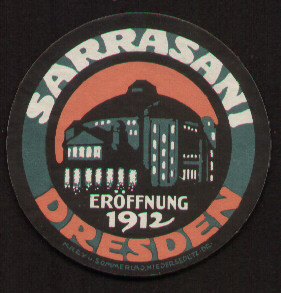
Placa publicitaria.

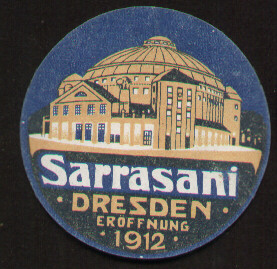
Placa publicitaria.

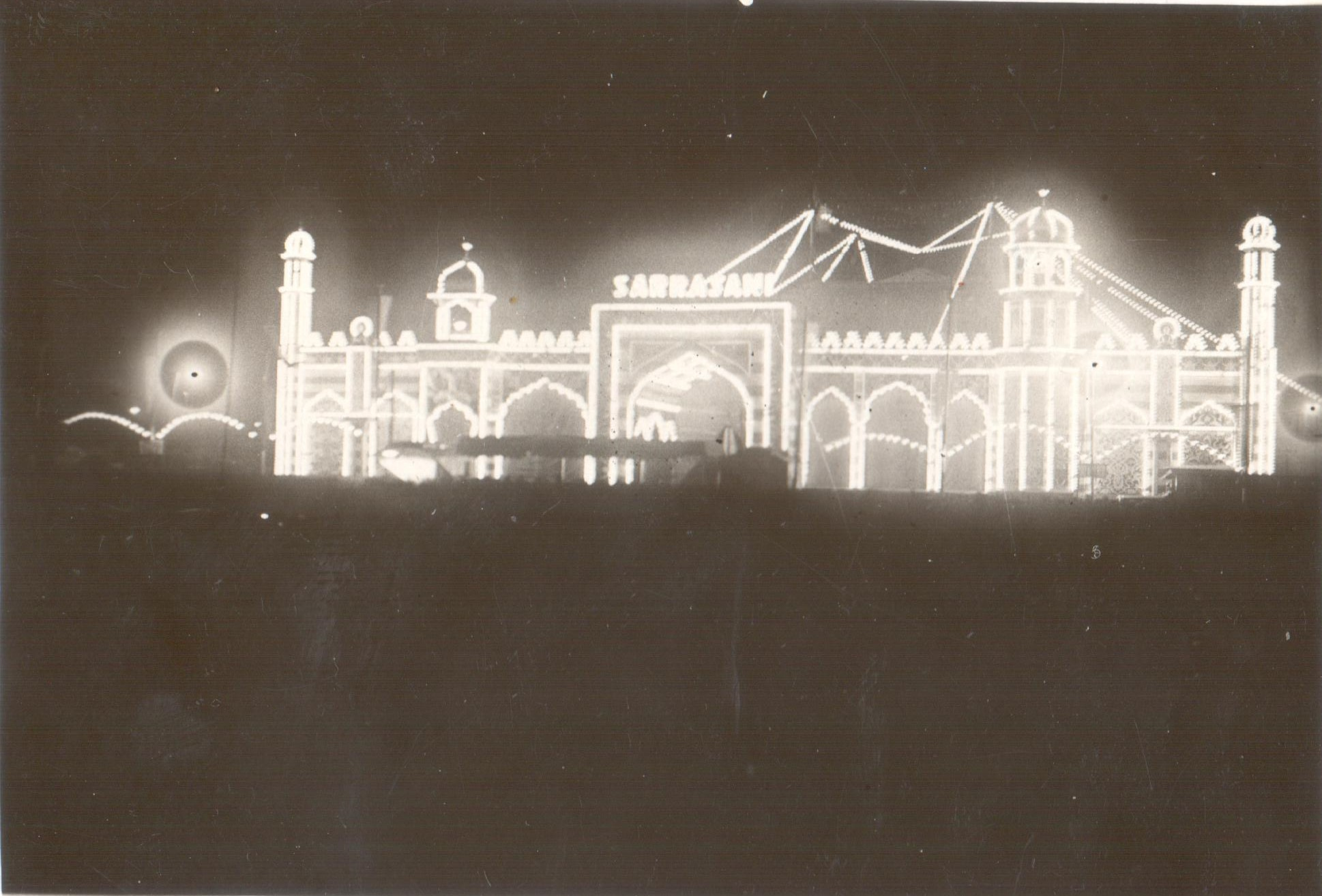
Carpa del Circo Sarrasani (1929)

Stosch-Sarrasani erigió su primera carpa itinerante en 1901, en la ciudad de Meißen, cercana a Dresde. La compañía llegó a tener un patrimonio de 400 animales y una cifra similar de troupes de artistas y técnicos de diferentes partes del mundo. Su idea estética era la de un coliseo que estuviera a la vanguardia tecnológica.Su fachada conocida como “Las mil y una noches”, por sus reminiscencias decorativas de la Alhambra, estaba iluminada con 28.000 lámparas de colores a lo largo de 60 metros de extensión. Las funciones eran presentadas por el mismo Stosch-Sarrasani quien salía a escena vestido de Maharajá, junto a 14 elefantes.
En 1912, además, construyó su casa matriz, el edificio de circo estable más moderno de su época, con capacidad para 5 000 personas, en la ciudad de Dresde, conocido como "El palacio del circo". Tenía una sola pista circular de 14 metros de diámetro, con mecanismos hidráulicos que permitían el ascenso hasta 17 metros y descenso del escenario, y que se convertía además en una piscina donde se desarrollaba el espectáculo de pantomima acuática, contaba con un gran domo central de 57 metros de diámetro y 47 metros de altura interior, y fue el primero de los circos estables en emplear energía eléctrica y en usar un sistema de radiadores de calefacción bajo los asientos de los espectadores.
 

Durante la Primera Guerra Mundial, en 1914, el circo dejó de funcionar debido a que el estado alemán le requisó las carpas para usarlas cómo campañas militares, los elefantes, camellos y caballos para transportar pertrechos de guerra y los vagones para cumplir con el servicio auxiliar de guerra. Además, los artistas extranjeros tuvieron que regresar a sus países. No fue hasta 1917, cuando el Circo Sarrasani se reconstruyó con artistas rusos emigrados de la Revolución Bolchevique y empezó de nuevo a realizar su espectáculo circense. 

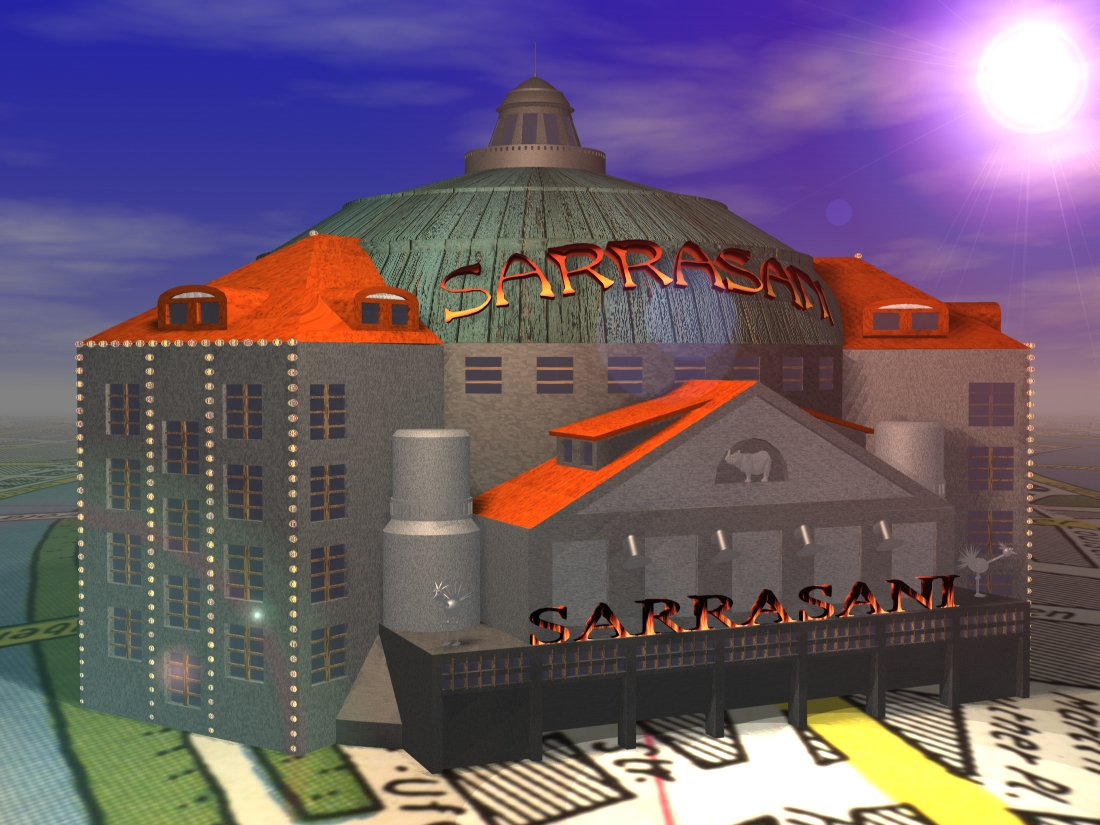
Modelo virtual del circo en 1930.

En los periodos de entreguerras y posguerra, realizaron giras por Europa y Sudamérica, en las que amasaron fortuna. En 1924 actuaron en Buenos Aires, Montevideo, Río de Janeiro y São Paulo. El Circo Sarrasani arribó a Argentina como "embajador cultural" del Segundo Reich y recibió una condecoración del entonces presidente Marcelo Torcuato de Alvear.
La compañía itinerante poseía una flota de seis aviones y un globo aerostático que se adelantaban a la caravana anunciando la llegada del Circo Sarrasani a las diferentes ciudades. En 1928 renovó su parque automotor con 150 vehículos de las firmas Daimler Benz, Hanomag y Opel que le permitieron independizarse definitivamente del ferrocarril.

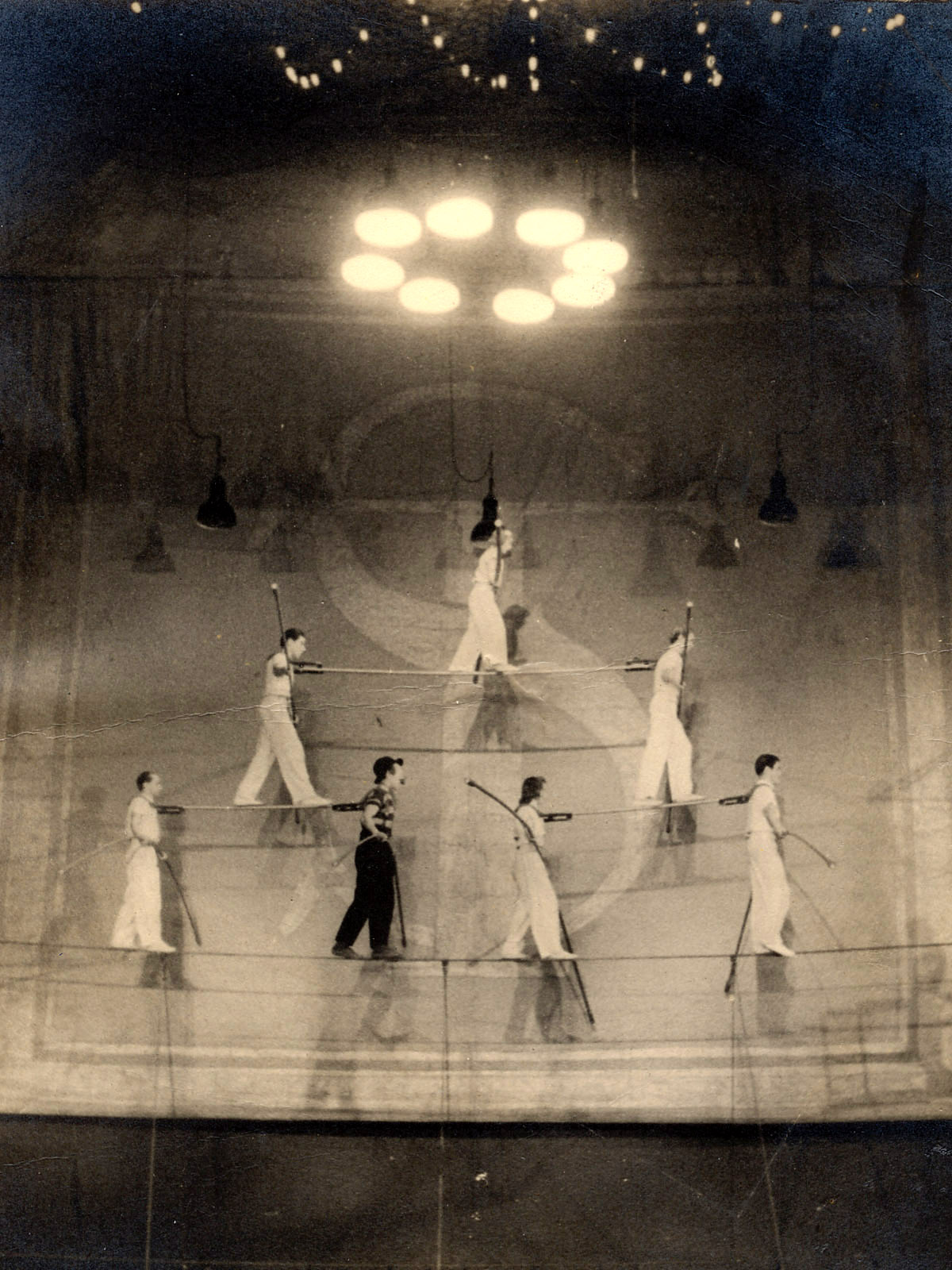
Bob Gerry Troupe en el Circo Sarrasani (1945)

La crisis del 30 afectó también al Circo Sarrasani. En 1933, cuando consiguió rearmarse, su circo debido a que contaba con muchos trabajadores y artistas de origen judío por lo que llegó a conocerse como el "Judenzircus" (en español, circo judío), y a su negativa de ceder el edificio para un acto político del nacionalsocialismo, lo llevaron a enemistarse con el régimen nazi, y una vez que éste tomó el poder lo obligó a emigrar de Alemania, exiliándose en Argentina, donde fue recibido con honores por el presidente Agustín Pedro Justo.En 1934, mientras estaban de gira en Brasil, Stosch-Sarrasani falleció en São Paulo, debido a un ataque cardíaco y a una creciente hidropesía.
Su hijo Hans Stosch-Sarrasani Junior, heredó el circo con una grave situación financiera –la peor desde su fundación–, y unas nulas relaciones políticas con su país de origen, Alemania. Sin embargo, lo sacó a flote, tomando decisiones como reducir el tamaño del circo itinerante, convirtiéndolo en una empresa más ágil y fácil de transportar permitiéndole ampliar la cantidad de ciudades a visitar durante sus giras. También fue quien renegoció con el ministro Joseph Goebbels, el retorno del Circo Sarrasani a Alemania para los Juegos Olímpicos de Berlín 1936, para lo que se solicitó que no podría tener empleados judíos. A partir de 1939, les fue acotado el territorio de sus giras y se vieron obligados a contratar solo artistas provenientes de los países de las Potencias del Eje.

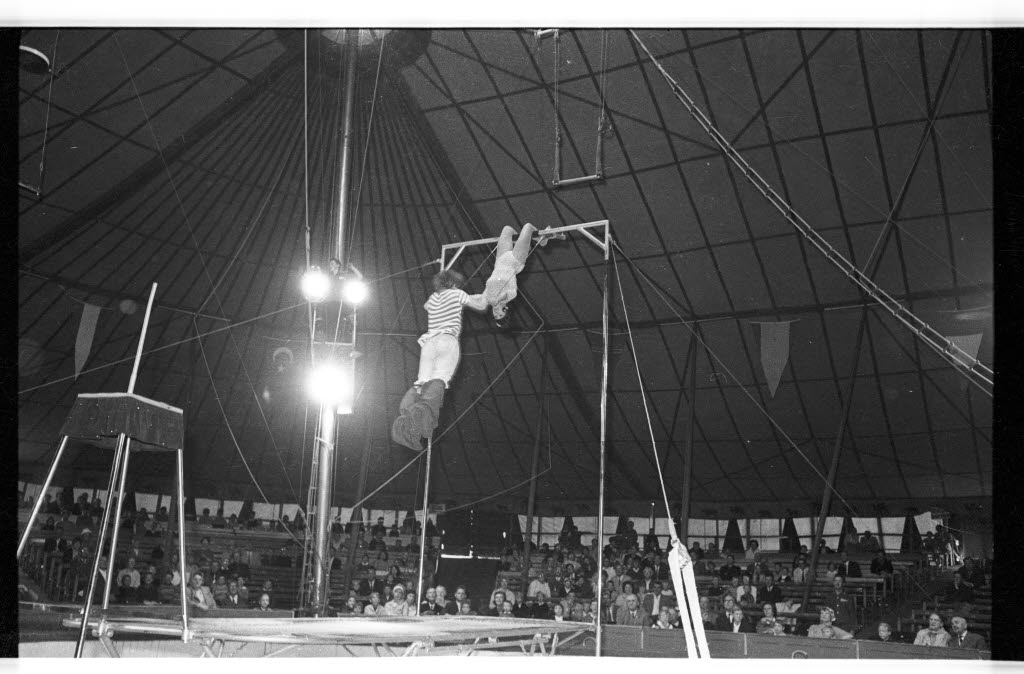
Espectáculo del Circo Sarrasani (1964)

Bajo su dirección, el circo ubicado en Buenos Aires, era frecuentemente visitado por autoridades políticas, militares y eclesiásticas, y Stosch-Sarrasani Junior era un permanente invitado de honor a las ceremonias institucionales, castrenses o religiosas del país. Tras 7 años como director del Circo Sarrasani, falleció a los 44 años de edad, en 1941.
La dirección del Circo Sarrasani quedó a cargo de su viuda y heredera Trude Stosch-Sarrasani (nacida, Gertrude Helene Kunz), de 28 años de edad; y de su mano derecha, el acróbata húngaro Gábor Némedy. Trude Stosch-Sarrasani era una acróbata ecuestre, cuyo espectáculo consistía en salir a la pista para hacer danzar a su tropa de lipizzanos, vestida de hada madrina.

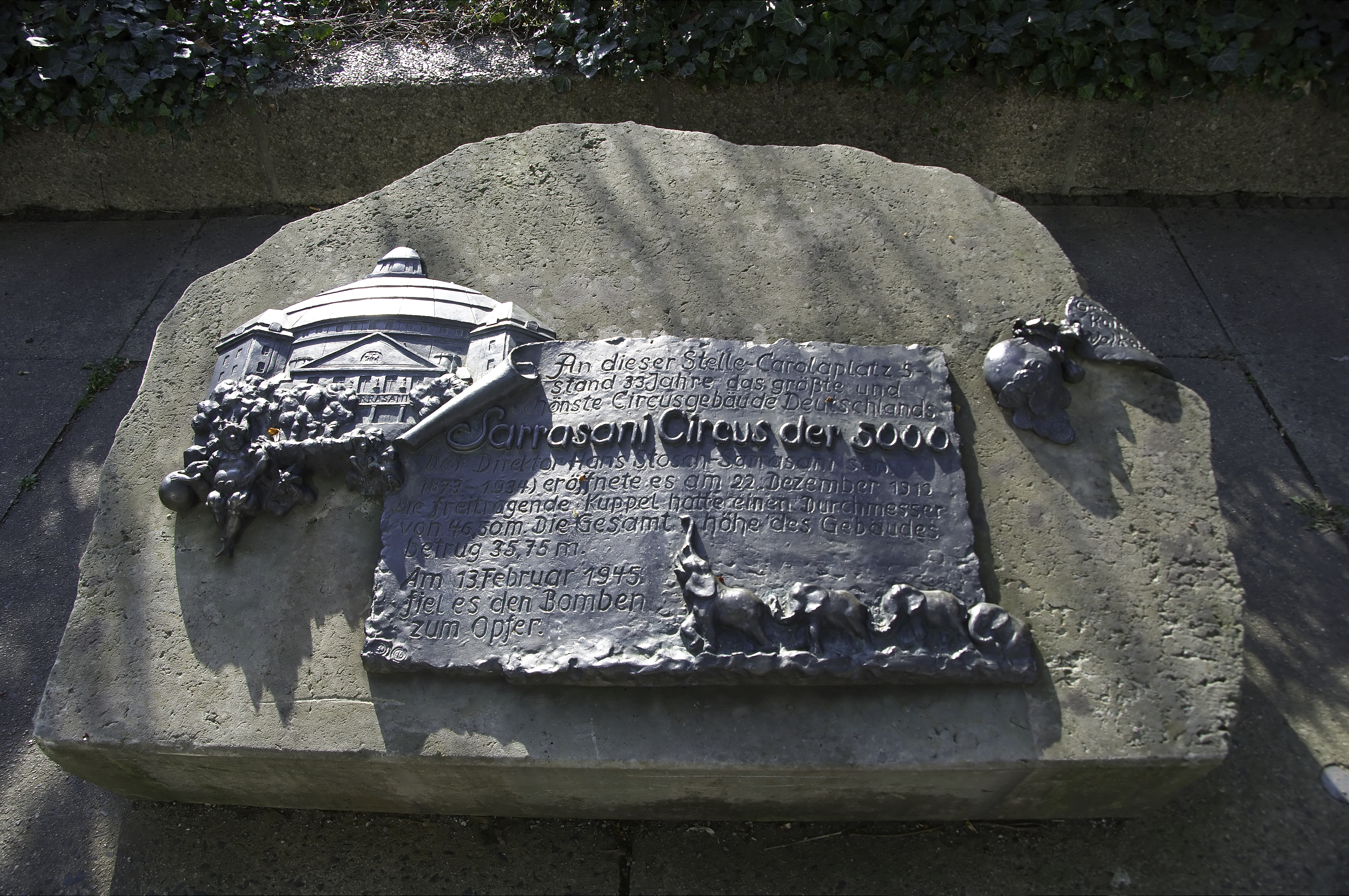
Placa conmemorativa del lugar dónde se ubicaba el edificio estable del Circo Sarrasani en Dresde

Trude Stosch-Sarrasani, que mantuvo una cordial relación con Goebbels, en 1944 fue delatada por un empleado suspendido del circo y puesta en prisión por conductas antialemanas y por esconder artistas judíos en el circo. Al tiempo fue liberada como medida política para que el circo continuara sus funciones en plena guerra, pero como medida de presión, dejaron retenido a su compañero de dirección, Némedy. Esta situación los dejó sin permiso para emprender nuevas giras y se limitaron sus funciones en el circo estable de Dresde.
Durante el bombardeo de Dresde el 13 de febrero de 1945, el edificio del Circo Sarrasani en Dresde, sufrió un incendio y quedó destruido y reducido a escombros. Trude Stosch-Sarrasani sobrevivió al resguardarse en los sótanos del edificio. Tras perderlo todo, retoma su carrera de ecuyere trabajando para varios circos de Alemania Occidental, hasta que en 1948 fue invitada a relanzar el Circo Sarrasani en Buenos Aires, bajo el madrinazgo de Eva Perón, quien lo declaró como "Circo Nacional Argentino" en 1950.

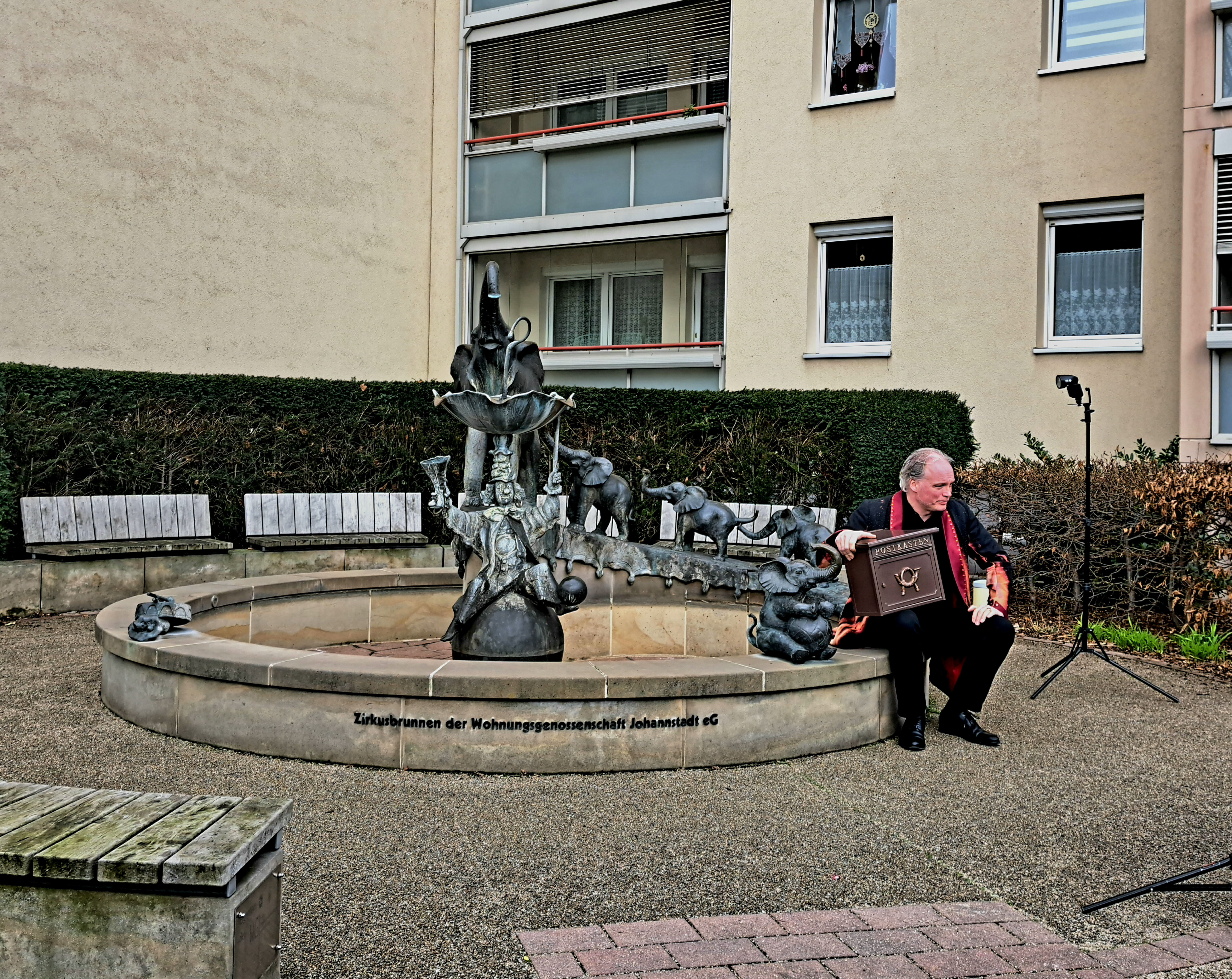
Fuente conmemorativa en lugar dónde se ubicaba el edificio estable del Circo Sarrasani en Dresde

Siguiendo con las ideas vanguardista del fundador, Trude Stosch-Sarrasani impulsó el desarrollo de una carpa de aluminio con la que emprendió una gira por Brasil y se instaló en São Paulo. También, intentó diseñar una carpa de plástico rígido, proyecto que finalmente quedó frustrado.
En 1991, luego de la Caída del Muro de Berlín, se levantó la proscripción que recaía sobre Sarrasani en Alemania Oriental, la tumba de la familia en el cementerio de Tolkewitz fue declarada monumento histórico y se bautizó Sarrasanistrasse la calle donde antiguamente se erigía el edificio de Dresde.
Trude Stosch-Sarrasani se casó con Némedy y vivieron en Quilino. Sus últimas funciones datan de 1973. Trude Stosch-Sarrasani entregó el legado del Circo Sarrasani al arquitecto argentino, Jorge Bernstein y sus hijos, con quienes mantuvieron amistad por años.
Némedy murió en Buenos Aires en 1981. Trude Stosch-Sarrasani pasó sus últimos días en San Clemente del Tuyú, dónde falleció el 4 de junio de 2009.

## Reconocimientos
En el año 2000, el escritor argentino Gustavo Bernstein relató esta historia en el libro Sarrasani, entre la fábula y la epopeya, una crónica novelada del Circo Sarrasani en Europa y América en el marco de los sucesos sociopolíticos del último siglo, estableciendo tres etapas en su trayectoria en función de quién asumía la dirección, con Hans Stosch-Sarrasani el fundador, con su hijo Hans Stoch-Sarrasani y con su esposa Trude Stoch-Sarrasani.
En 2013, se estrenó Sarrasani, el legado de un circo, una película de la directora Paula de Luque.

## Argentina y la familia Bernstein
A finales de los años 90, Trude Stosch-Sarrasani entregó el legado del Circo Sarrasani para su continuidad en el mundo, al arquitecto argentino, Jorge Bernstein y sus hijos, con quienes mantuvo amistad por años.
Tras varios intentos fallidos de Bernstein de inaugurar un Circo Sarrasani en Buenos Aires, en 2013 estrenó el espectáculo Graf Story, en el Tattersall de Palermo en un formato de cena-show. Esta mismo espectáculo se presentó en Miami en 2019.